# Serie B 1966/1967
Soutěžní ročník Serie B 1966/1967 byl 35. ročník druhé nejvyšší italské fotbalové ligy. Konal se od 11. září 1966 do 18. června 1967. 
Nejlepší střelec byl italský Fulvio Francesconi (Sampdoria), který vstřelil 20 branek.

## Události
Z 1. ligy sestoupila Sampdoria, Catania a Varese. Naopak postup ze 3. ligy slavilo po 19 letech Savona, po 10 letech se vrátila Salernitana a poprvé v klubové historii postoupilo Arezzo.
Reorganizace Serie A naplánovaná na příští sezónu, s přesunem z 18 na 16 týmů, byla i Serie B reorganizována do dvou přechodových let. V tomto prvním roce se počet postupujících snížil na dva, zatímco počet sestupujících byl zvýšen na čtyři.
Velkými favority pro postup byli týmy, které v minulé sezoně hrály Serii A. I tak ses stalo, když se vedení soutěže střídalo Varese a Sampdoria. Za Varese hrál výborně teprve 18letý Pietro Anastasi a Sampdoria měla střelce Francesconiho. V jarní části tyto dva kluby zvyšovali náskok a nakonec 10 kol před koncem se chlubili osmibodovým náskokem před pronásledovatele. Nakonec se 1. místa radovala Sampdoria, která kolo před koncem slavila postup do Serie A. Druhým postupujícím se stalo Varese. Oba se vrátili do Serie A nejrychlejším možným způsobem.
Boj o záchranu byl méně zřejmý: Salernitana, která byla v ekonomickém kolapsu skončila poslední. Také sestoupila Alessandria a nováček Arezzo. Posledním týmem co sestoupil byla Savona, které nepomohlo ani 15 branek 20letého Pratiho.

## Účastníci
| Klub        | Město           | Stadion                      | Trenér                                                                                          | Minulá sezona                            |
| ----------- | --------------- | ---------------------------- | ----------------------------------------------------------------------------------------------- | ---------------------------------------- |
| Alessandria | Alessandria     | Stadio Giuseppe Moccagatta   | Héctor Puricelli (1.–12. kolo) Giulio Cappelli (13.–16. kolo) László Székely                    | 13. místo v Serii B                      |
| Arezzo      | Arezzo          | Stadio Comunale              | Cesare Meucci (1.–15. kolo) Biagio Dreossi (16. kolo) Roberto Lerici                            | 1. místo ve skupině B v Serii C (postup) |
| Catania     | Catania         | Stadio Cibali                | Dino Ballacci                                                                                   | 17. místo Serii A (sestup)               |
| Catanzaro   | Catanzaro       | Stadio Comunale              | Carmelo Di Bella                                                                                | 10. místo v Serii B                      |
| Janov       | Janov           | Stadio Luigi Ferraris        | Giorgio Ghezzi (1.–19. kolo) Paolo Tabanelli                                                    | 5. místo Serii B                         |
| Livorno     | Livorno         | Stadio Comunale              | Carlo Parola (1.–7. kolo) Dino Bonsanti (8. kolo) Serafino Montanari (9.–17. kolo) Carlo Parola | 7. místo Serii B                         |
| Messina     | Messina         | Stadio Giovanni Celeste      | Antonio Colomban                                                                                | 7. místo Serii B                         |
| Modena      | Modena          | Stadio Alberto Braglia       | Leandro Remondini                                                                               | 13. místo Serii B                        |
| Novara      | Novara          | Stadio Comunale              | Franco Giraudo                                                                                  | 10. místo Serii B                        |
| Padova      | Padova          | Stadio Silvio Appiani        | Humberto Rosa                                                                                   | 9. místo v Serii B                       |
| Palermo     | Palermo         | Stadio La Favorita           | Camillo Achilli                                                                                 | 15. místo Serii B                        |
| Pisa        | Pisa            | Stadio Arena Garibaldi       | Umberto Pinardi (1.–28. kolo) Renato Lucchi                                                     | 15. místo Serii B                        |
| Potenza     | Potenza         | Stadio Alfredo Viviani       | Alfredo Mancinelli                                                                              | 10. místo v Serii B                      |
| Reggiana    | Reggio Emilia   | Stadio Mirabello             | Romolo Bizzotto                                                                                 | 15. místo v Serii B                      |
| Reggina     | Reggio Calabria | Stadio Comunale              | Tommaso Maestrelli                                                                              | 4. místo v Serii B                       |
| Salernitana | Salerno         | Stadio Donato Vestuti        | Domenico Rosati (1.–32. kolo) Oscar Montez                                                      | 1. místo ve skupině C v Serii C (postup) |
| Sampdoria   | Janov           | Stadio Luigi Ferraris        | Fulvio Bernardini                                                                               | 16. místo v Serii A (sestup)             |
| Savona      | Savona          | Stadio Valerio Bacigalupo    | Ercole Rabitti (1.–13. kolo) Vincenzo Occhetta                                                  | 1. místo ve skupině A v Serii C (postup) |
| Varese      | Varese          | Stadio Franco Ossola         | Bruno Arcari                                                                                    | 18. místo v Serii A (sestup)             |
| Verona      | Verona          | Stadio Marcantonio Bentegodi | Omero Tognon (1.–10. kolo) Ugo Pozzan (11.–18. kolo) Nils Liedholm                              | 6. místo v Serii B                       |

## Tabulka
| Poř. | Tým         | Z  | V  | R  | P  | VG | OG | B  |
| ---- | ----------- | -- | -- | -- | -- | -- | -- | -- |
| 1.   | Sampdoria   | 38 | 20 | 14 | 4  | 47 | 19 | 54 |
| 2.   | Varese      | 38 | 19 | 13 | 6  | 44 | 21 | 51 |
| 3.   | Catania     | 38 | 15 | 12 | 11 | 35 | 31 | 42 |
| 4.   | Catanzaro   | 38 | 14 | 14 | 10 | 44 | 42 | 42 |
| 5.   | Reggiana    | 38 | 15 | 12 | 11 | 35 | 39 | 42 |
| 6.   | Padova      | 38 | 11 | 17 | 10 | 37 | 33 | 39 |
| 7.   | Modena      | 38 | 12 | 15 | 11 | 41 | 44 | 39 |
| 8.   | Potenza     | 38 | 13 | 13 | 12 | 35 | 38 | 39 |
| 9.   | Palermo     | 38 | 12 | 14 | 12 | 34 | 26 | 38 |
| 10.  | Reggina     | 38 | 11 | 16 | 11 | 35 | 33 | 38 |
| 11.  | Messina     | 38 | 11 | 15 | 12 | 36 | 40 | 37 |
| 12.  | Janov       | 38 | 12 | 12 | 14 | 39 | 33 | 36 |
| 13.  | Verona      | 38 | 12 | 12 | 14 | 33 | 36 | 36 |
| 14.  | Pisa        | 38 | 10 | 16 | 12 | 27 | 30 | 36 |
| 15.  | Novara      | 38 | 13 | 10 | 15 | 31 | 35 | 36 |
| 16.  | Livorno     | 38 | 12 | 11 | 15 | 32 | 39 | 35 |
| 17.  | Savona      | 38 | 12 | 10 | 16 | 44 | 46 | 34 |
| 18.  | Arezzo      | 38 | 11 | 10 | 17 | 39 | 44 | 32 |
| 19.  | Alessandria | 38 | 8  | 13 | 17 | 35 | 48 | 29 |
| 20.  | Salernitana | 38 | 9  | 7  | 22 | 23 | 49 | 25 |

Poznámky
- Z = Odehrané zápasy; V = Vítězství; R = Remízy; P = Prohry; VG = Vstřelené góly; OG = Obdržené góly; B = Body
- za výhru 2 body, za remízu 1 bod, za prohru 0 bodů.

|  | Postup do Serie A |
|  | Sestup do Serie C |

## Střelecká listina
| Pořadí | Jméno              | Klub      | Branky |
| ------ | ------------------ | --------- | ------ |
| 1.     | Fulvio Francesconi | Sampdoria | 20     |
| 2.     | Gianni Bui         | Catanzaro | 15     |
| 2.     | Glauco Gilardoni   | Savona    | 15     |
| 2.     | Pierino Prati      | Savona    | 15     |
| 5.     | Silvino Bercellino | Palermo   | 13     |
| 5.     | Alessandro Vitali  | Catanzaro | 13     |
| 7.     | Giancarlo Salvi    | Sampdoria | 12     |
| 8.     | Lamberto Leonardi  | Varese    | 11     |